# 西達司
西 達司（にし たつじ、1929年4月17日 -  ）は、日本の経営者。紀陽銀行頭取を務めた。

## 来歴・人物
和歌山県出身。1953年に和歌山大学経済学部を卒業し、同年に紀陽銀行に入行した。1978年6月に取締役に就任し、1981年4月に常務、1983年11月に専務を経て、1990年6月に副頭取に就任し、1993年10月には頭取に昇格。1995年5月から1996年6月までに会長を務めた。